# Интерферометр Уайта — Джудэя

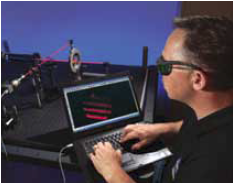
Гарольд Уайт

Интерферо́метр Уайта — Джудэя — модифицированный интерферометр Майкельсона, предназначенный для попытки обнаружения эффекта искривления пространства-времени под воздействием сильного электрического поля. Впервые сконструирован Гарольдом Уайтом и его командой в 2012 году. В качестве цели эксперимента заявлена проверка возможности создания пузыря Алькубьерре. В экспериментах с интерферометром Уайта — Джудэя задействованы исследовательские группы Космического центра имени Линдона Джонсона в НАСА и Университета Дакоты.

## Мотивация эксперимента
Исследовательская группа НАСА в настоящее время[когда?] нацелена на экспериментальную оценку нескольких концепций, в особенности переработанную топологию плотности энергии, а также связь с теорией Вселенной как 3-браны. 
Если пространство действительно встроено в бо́льшие измерения, то потребуется гораздо меньше энергии, а сравнительно малая плотность энергии позволила бы измерять кривизну пространства-времени, например с помощью интерферометра. Теоретическая база эксперимента была изложена Гарольдом Уайтом в работе 2003 года, а также в совместной работе Уайта и Эрика У. Дэвиса 2006 года, опубликованными в Американском институте физики.
В этих работах также исследуется, как барионная материя могла бы (по крайней мере, чисто математически) воспроизвести характеристики тёмной энергии. Авторы описывают, как из тороидальной положительной плотности энергии можно получить сферическую область отрицательного давления, возможно избавляя от необходимости в материи с необычными свойствами (в «странной материи»).

## Теоретическая база
В 1994 году физик Мигель Алькубьерре предложил концепцию двигателя, искривляющего пространство. В качестве формы искривления пространства-времени его идея основана на использовании пузыря, который движется быстрее света во внешнемотносительно чего[прояснить] пространстве Минковского. 
Используя инфляционную модель Вселенной Алькубьерре предложил свою метрику, которая допускала сколь угодно малые промежутки времени для перемещения между двумя отдалёнными точками пространства.

## Эксперимент с интерферометром

Схема опыта с интерферометром из доклада Уайта и Дэвиса на STAIF

После обнаружения возможностей ослабления энергии (см. Теоретическая база), Уайт представил модифицированный интерферометр Майкельсона, который использует гелий-неоновый лазер с длиной волны 633 нм. Луч лазера расщепляется надвое, а искривляющее пространство устройство помещается на пути одного из двух лучей, расщеплённых светоделительным зеркалом, или вблизи него.
Искривление пространства должно вызвать относительный сдвиг фаз между двумя лучами, который можно зарегистрировать детектором, если чувствительность прибора будет достаточной для регистрации этого сдвига.
Применив методы обработки двумерного сигнала, можно выделить амплитуду и фазу поля для дальнейшего изучения и сравнения с теоретическими моделями.
Исследователи сначала попытались понять, можно ли зарегистрировать искривление пространства при помощи электрического поля кольца (радиусом 0,5 см) к которому приложено высоковольтное напряжение (до 20 кВ) от умножителя на керамических конденсаторах с диэлектриком из BaTiO3, имеющим высокую диэлектрическую проницаемость.
После первых опытов эксперимент был перенесён в сейсмически изолированную лабораторию, так как шаги людей вносили очень большие помехи. Первые результаты в такой лаборатории, после обработки данных экспериментов, показали ничтожно малую, но ненулевую разность фаз в экспериментах с заряженным и незаряженным состоянием кольца, но этот зарегистрированный сдвиг фаз не является убедительным доказательством искривления пространства, вследствие того, что внешние помехи всё ещё оказывают существенное влияние, а примененные исследователями компьютерные методы обработки данных имеют ограничения.
Для получения значимых результатов нужно увеличить чувствительность интерферометра до одной тысячной длины волны и применить переменное электрическое поле.

## Эксперимент с интерферометром EmDrive
На протяжении двух первых недель в апреле 2015 года учёные пропускали луч лазера через резонансную камеру гипотетической двигательной установки для космических аппаратов, EmDrive. В процессе многократного повторения эксперимента был зафиксирован большой разброс во времени прохождения камеры частицами[какими?].
Результаты показали, что некоторые лазерные импульсы достигали детектора с временно́й задержкой, что, возможно, указывает на незначительное искривление пространства в резонансной камере.
Было обнаружено также небольшое увеличение температуры воздуха в камере, которое, возможно, и вызвало наблюдавшиеся флуктуациями скоростей лазерных импульсов. Тем не менее, Уайт не считает, что эти флуктуации обусловлены нестационарной температурой воздуха, так как полученный эффект в 40 раз больше предсказанного эффекта от колебаний температуры воздуха.
По словам Пола Марча, исследователя из Космического Центра им. Линдона Джонсона NASA, эксперимент планируется провести в вакуумной камере, чтобы исключить влияние воздуха на результат измерений.

## Исследовательские работы поварп-двигателюдля космических полётов
Группа исследователей из НАСА выдвинула гипотезу, что открытие варп-двигателя теоретически могло бы уменьшить энергетические требования для макроскопического космического корабля, движущегося со скоростью, превышающей скорость света в десять раз. Это означает, что корабль будет весить уже не как Юпитер, а как Вояджер-1 — около 700 кг или даже меньше.
В соответствии с физикой инфляционной модели Вселенной, космические корабли будущего будут способны перемещаться с немыслимо большой скоростью без негативных эффектов.
По утверждению Гарольда Е. Путхоффа, физика и исполнительного директора EarthTech, свет, видимый с борта корабля, даже претерпевший большое синее смещение, вопреки широко распространённому убеждению, не уничтожит экипаж, подвергнув его жёсткому ультрафиолетовому и рентгеновскому излучениям. Тем не менее, наблюдение с близкого[какого?] расстояния может быть опасным.

## Галерея

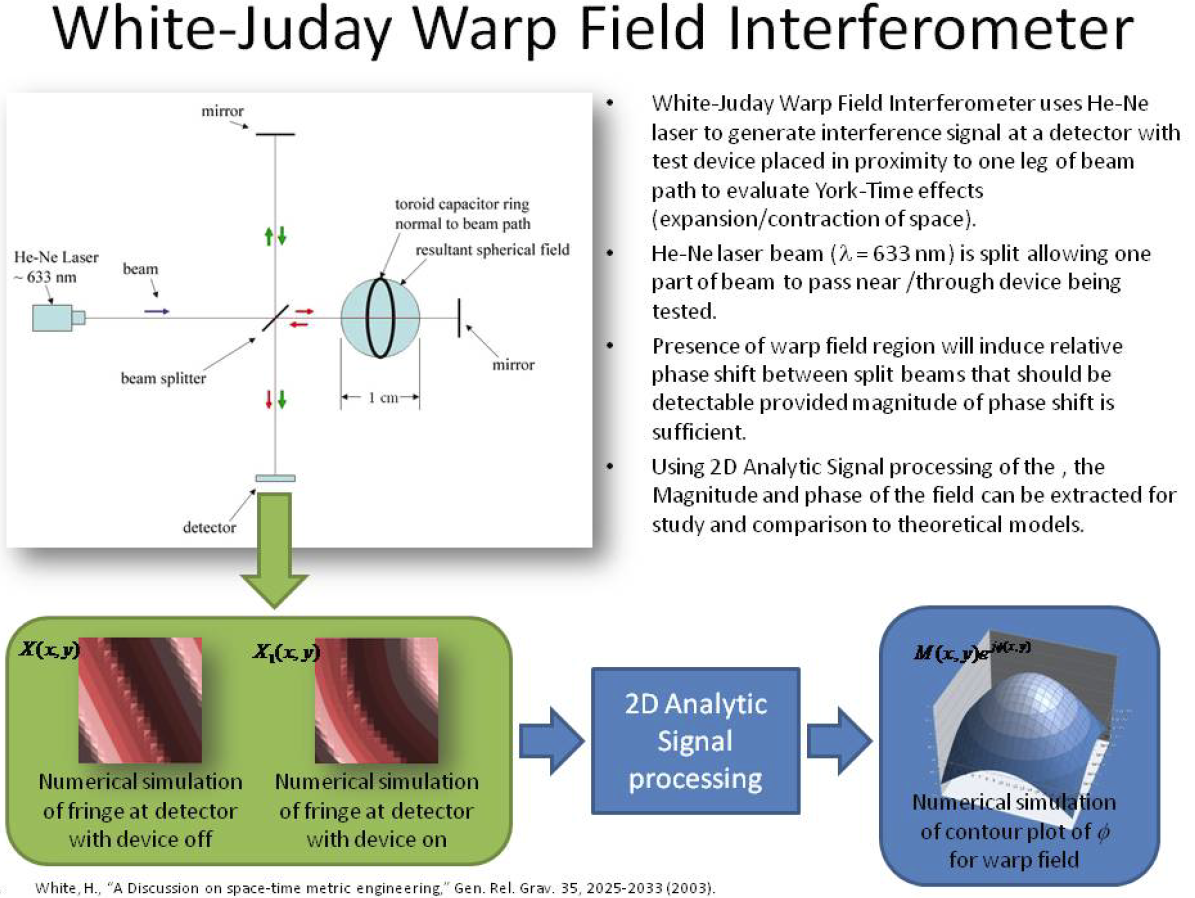
Описание работы интерферометра Уайта-Джудея
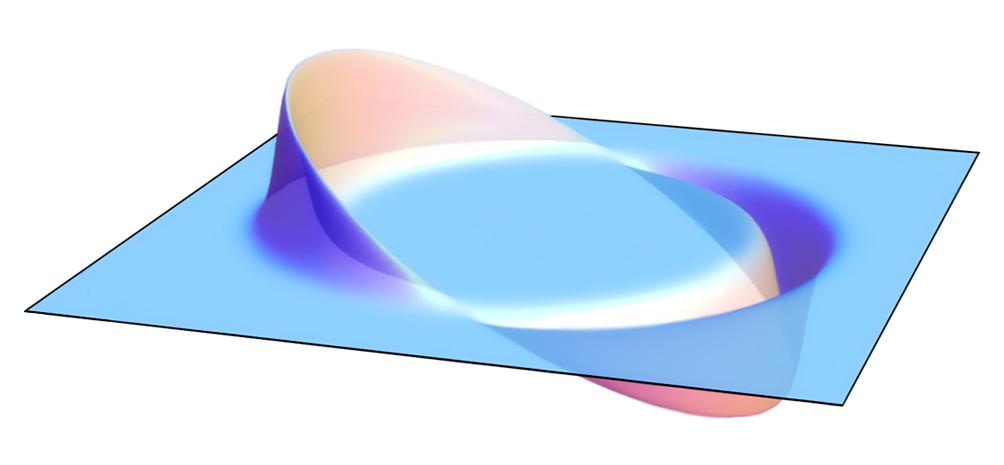
Визуализация времени Йорка — одного из способов измерения кривизны пространства-времени. Возвышение соответствует расширению пространства, понижение – сжатию. Центральная область соответствует плоскому пространству-времени.
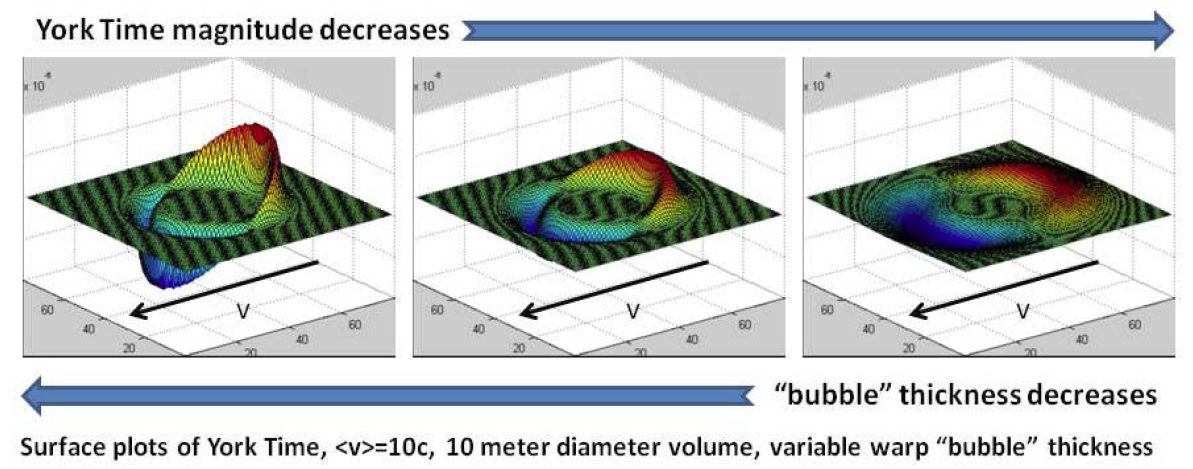
Графики эффектов времени Йорка, показывающие расширение и сжатие пространства. Видно относительное изменение плотности энергии для нескольких толщин варп-пузыря.

## Реакция СМИ
Научные работы по интерферометру и другим приборам примечательны тем, что в информационном бюллетене НАСА и последующих докладах на конференции указывались средства, выделенные НАСА на исследования в области передовых идей физики в общем, и трудов Мигеля Алькубьерре в частности, где описываются физические эффекты, имеющие потенциальное применение в космических полётах. К тому же эти новостные релизы содержали оптимистические заявления исследователей об открывающихся перспективах, например, что «… несмотря на то, что это было бы очень слабым проявлением феномена, оно, по-видимому, будет сродни чикагской поленнице для данной области исследований». В дальнейшем несколько информационных бюллетеней по космическим технологиям и организации, связанные с космосом широко освещали эти заявления. Кит Коуинг в блоге NASA Watch ставил под сомнение внимание к этому направлению исследований НАСА и просил разъяснений.
Другой журналист написал, что хотя до создания реального варп-двигателя ещё далеко, в настоящее время прилагаются значительные усилия в его изучении. На втором симпозиуме по проекту Столетний космический корабль, Уайт в интервью Space.com рассказывал — «Мы пытаемся понять, можно ли создать двигатель на микроуровне в некоем настольном эксперименте», что этот проект является лишь «скромным экспериментом», но, как первый шаг, весьма многообещающим. «Результаты исследований, представленные мной сегодня, изменили ситуацию — нереализуемый проект варп-двигателя стал вполне вероятным и заслуживающим дальнейших исследований».